# Gynacantha africana
Gynacantha africana là một loài chuồn chuồn ngô thuộc họ Aeshnidae. Nó được tìm thấy ở Cameroon, Cộng hòa Trung Phi, Cộng hòa Congo, Bờ Biển Ngà, Guinea Xích Đạo, Gabon, Ghana, Nigeria, và Uganda. Các môi trường sống tự nhiên của chúng là các khu rừng ẩm ướt đất thấp nhiệt đới hoặc cận nhiệt đới và đất ngập nước với cây bụi là chủ yếu.